# Фернандо Труеба
Фернандо Труеба (ісп. Fernando Rodriguez Trueba; нар. 18 січня 1955, Мадрид, Іспанія) — іспанський кінорежисер та сценарист.
Закінчив Мадридський університет. Працював кінокритиком в іспанській газеті «Ель-Паїс».

## Вибіркова фільмографія

### Режисер
- «Опера Пріма» (1980)
- «Ні сорому, ні сумління» (1985)
- «Прекрасна епоха» (1992)
- «Двоє — це занадто» (1995)
- «Дівчина твоєї мрії» (1998)
- «Танцівниця і злодій» (2009)
- «Чіко та Рита» (2010)
- «Художник та його модель» (2012)

### Сценарист
- «Опера Пріма» (1980)
- «Чорна рука» (1980)
- «Ні сорому, ні сумління» (1985)
- «Прекрасна епоха» (1992)
- «Двоє — це занадто» (1995)
- «Танцівниця і злодій» (2009)
- «Чіко та Рита» (2010)
- «Художник та його модель» (2012)

## Нагороди
- Премія Оскар: 1993[1]
- Премія БАФТА: 1994
- Найкращий режисер (Міжнародний кінофестиваль у Сан-Себастьяні): 2012
- Зірка на Алеї Слави у Мадриді: 2011

## Громадська позиція
У липні 2018 підтримав петицію Асоціації французьких кінорежисерів на захист ув'язненого у Росії українського режисера Олега Сенцова